# Drei Caballeros
Drei Caballeros, auch Die Drei Caballeros – Donald im Samba-Rhythmus, ursprünglich unter dem Titel Donald erobert Mexico veröffentlicht, ist ein US-amerikanischer Zeichentrickfilm der Regisseure Norman Ferguson, Clyde Geronimi, Jack Kinney und Bill Roberts aus dem Jahr 1944. Es ist der siebte abendfüllende Zeichentrick-Kinofilm der Walt Disney Studios. Er wird als „Package Movie“ angesehen, da sich eigenständige Segmente zum Film zusammensetzen. Aufgrund seiner teilweise surrealistischen und comicartigen Sequenzen erinnert Drei Caballeros stilistisch eher an Cartoons, als an die realistisch gehaltenen abendfüllenden Zeichentrickfilme.
Dieser Film ist eine indirekte Fortsetzung von Drei Caballeros im Sambafieber, auch wenn mit Donald Duck und José Carioca nur zwei Figuren in beiden Filmen auftreten. Der mexikanische Hahn Panchito hat in Drei Caballeros seinen ersten Auftritt. Die Erstaufführung in Deutschland war am 14. Dezember 1954.

## Handlung
Donald Duck bekommt zu seinem Geburtstag ein Paket von seinen „südamerikanischen Freunden“ geschickt. In diesem großen Geburtstagspaket befinden sich drei weitere, kleinere Pakete. Das erste Paket, das er öffnet, enthält einen Filmprojektor sowie eine Leinwand und einen Film. Nachdem Donald das Gerät mühevoll aufgebaut hat, spielt er einen Kurzfilm namens Aves Raras (Seltene Vögel) ab. Dieser macht in einer Art Dokumentationsstil einen Streifzug durch den Südamerikanischen Urwald, in welchem einige Vögel leben, deren Verhalten den Zuschauer Donald köstlich unterhält. Der Vogel Aracuan macht während des Films seine erste Bekanntschaft mit Donald. Außerdem wird die Geschichte von dem Pinguin Pablo erzählt, dem es in seiner Heimat zu kalt ist.
Als Nächstes läuft ein Film über den „kleinen Gauchito“. Die Geschichte über einen Jungen, der einen fliegenden Esel gefangen hat, wird von ihm selbst, als erwachsener Off-Sprecher, erzählt.
Das zweite Geschenk, das Donald öffnet, ist ein brasilianisches Pop-up-Buch, in welchem sich auch sein Freund José Carioca befindet. Dieser lädt Donald auf einen Trip nach Baía ein, eine Stadt, die sie ebenfalls über das Pop-up Buch erreichen, wozu José Donald allerdings erst schrumpfen muss. In Baía angekommen lernen die zwei Freunde Aurora Miranda (die jüngere Schwester von Carmen Miranda) kennen, in die sie sich sogleich verlieben. Aurora und die anderen Bewohner Baías sind, genauso wie die später im Film auftauchenden Mexikanerinnen und Mexikaner, echte Menschen.
Als letztes Geschenk öffnen Donald und José (wieder in Originalgröße) ein großes Paket. Es ertönt laute Musik und eine Tonspur erscheint, in welche Donald später hineingerät. Schließlich explodiert die Tonspur, und mit einem lauten Knall erscheint Panchito, der gleich einige Begrüßungsschüsse mit seinen zwei Pistolen abgibt. Danach überreicht er Donald und José (die er anscheinend schon kennt, sie stellen sich nämlich nicht vor, und alle drei sprechen sich sofort mit Namen an) je einen Sombrero und stimmt das Lied „Drei Caballeros“ an. Am Ende dieser surrealistischen Sequenz versuchen Donald und José vergeblich Panchito, der den letzten Ton sehr lange hält, zum Schweigen zu bringen. Panchito verschwindet und taucht kurz danach wieder auf. Er zaubert eine große Piñata herbei, die Donald zerschlagen soll (nachdem Panchito erklärt hat, was es mit Piñatas auf sich hat). In der Piñata befinden sich viele weitere Geschenke, darunter ein riesiges Buch über Mexiko und ein magischer Teppich. Unter Verwendung dieser zwei Gegenstände reisen die drei Freunde durch Mexiko, hören mexikanische Musik, tanzen Volkstänze und flirten mit schönen Damen.
Zurück in Donalds Heim sehen sie sich Bilder vom Sternenhimmel über Mexiko an, wobei eine Frau im Himmel erscheint und You Belong to My Heart anstimmt. Donald verliebt sich auf Anhieb und springt in das Buch. Es folgt eine bunte und verrückte Abfolge von Bildern und Musik, zu deren Abschluss Donald, José und Panchito mit einem künstlichen Bullen einen Stierkampf nachstellen. Ein großes Feuerwerk wird gezündet und die Worte „The End“ (auf Spanisch, Portugiesisch und Englisch) erscheinen.

## Produktionsgeschichte
Initialzündung für Drei Caballeros ist zweifelsfrei die „Good-Will-Tour“, die Walt Disney im Auftrag von Nelson Rockefeller, dem Koordinator für interamerikanische Beziehungen, unternahm. Der Grund war, dass die US-amerikanische Regierung befürchtete, dass die Nationalsozialisten zunehmenden Einfluss auf die lateinamerikanischen Staaten nehmen könnten. Die Regierung hoffte, dass Walt Disney, der in Südamerika bereits sehr populär war, als Botschafter für die USA auftreten könne, und so auch ein besseres Verständnis zwischen den verschiedenen Völkern erzeugen würde.
Die Reise Disneys und einiger seiner Mitarbeiter fand 1941 statt und führte nach Brasilien, Argentinien, Chile und Peru. Auf Disneys Anordnung sollte die Reise nicht nur aus Händeschütteln bestehen, er hoffte, dass seine Zeichner Inspirationen für neue Filme fänden. Das State Department nahm für die einzelnen Filme eine Bürgschaft von bis zu 50.000 Dollar auf, mit welcher es sie finanzieren wollte, falls sie für Disney unrentabel werden sollten. Das erste Ergebnis dieser Tour war Saludos Amigos (1943). „Drei Caballeros“ folgte ein Jahr später: Weltpremiere war am 21. Dezember 1944 in Mexiko-Stadt, am 3. Februar des folgenden Jahres feierte der Film dann seine US-Premiere. Beide Filme basieren auf dem Farb- und Konzeptdesign von Mary Blair.
Die Produktion wurde mehrfach unterbrochen, da viele Zeichner zu Auftragsarbeiten beordert werden mussten und auch weil der Farbfilm knapp wurde. Trotz dieser Umstände wurde „Drei Caballeros“ zu einem Werk, auf das die Zeichner stolz waren. Es gab ihnen eine Abwechslung von den Ausbildungs- und Propagandafilmen und fand generell großen Anklang: Ward Kimball, der seinen eigenen Arbeiten gegenüber recht kritisch ist, sagte, dass „Drei Caballeros“ der einzige Film sei, bei dem er mit dem, was er getan hat, völlig zufrieden sei, und dass er viel Spaß mache.
Die Mischsequenzen zwischen Animation und Schauspielern wurden von Ub Iwerks geschaffen, der diese Technik im Laufe der Jahre noch weiter perfektionieren sollte. Für die Musik und einige der menschlichen Rollen verpflichtete Walt Disney lateinamerikanische Berühmtheiten, eine Entscheidung, die großen Anklang fand.
„Drei Caballeros“ wurde in den USA nur einmal aufgeführt. Im Gegensatz zu anderen „Walt Disney Meisterwerken“ gab es keine Wiederveröffentlichungen. Stattdessen wurden einige Segmente vom Film losgelöst, um als eigenständige Kurzfilme veröffentlicht zu werden. Als 16-mm-Filmrolle fand „Drei Caballeros“ jedoch eine große Fangemeinde in Uni-Filmzirkeln, ähnlich wie Fantasia, Alice im Wunderland und der Nicht-Disney-Film Yellow Submarine.

## Weitere Informationen
- „Caballero“ ist spanisch und bedeutet so viel wie „Herr“, „Gentleman“, „Kavalier“, „Ritter“ oder „Reiter“.
- José Carioca und Panchito wurden nach diesem Film in ihren „Heimatländern“ zu großen Comicstars.
- You Belong to My Heart wurde auch im Cartoon Pluto’s Blue Note aus dem Jahr 1947 verwendet und von Bing Crosby aufgenommen.
- Das Lied Baia (auch Bahia, vollständig Na Baixa do Sapateiro) geschrieben von einem der populärsten brasilianischen Komponisten, Ary Barroso, hier gesungen von Aurora Miranda, gehörte auch zum Repertoire von Bing Crosby und vieler anderer Sänger, wie zum Beispiel Caterina Valente. Bereits im Vorgängerfilm Drei Caballeros im Sambafieber wurde ein Musiktitel von Ary Barroso verwendet und zum Welthit: Brazil (langer Titel: Aquarela do Brasil).
- Don Rosa ist ein großer Fan des Filmes, weshalb er die Comic-Fortsetzungen „Die drei Caballeros“ und „Die glorreichen sieben (minus vier) Caballeros“ schrieb. Dies ist besonders bemerkenswert, weil Rosa sonst nicht viel für Disneys Trickfilme übrig hat und in erster Linie als ein Verehrer von Carl Barks’ Dagobert-Duck-Comics gilt.
- In der spanischen Fassung gab Clarence Nash Donald einen amerikanischen Akzent, um mit den mexikanischen bzw. brasilianischen Akzenten seiner Filmpartner zu harmonisieren.
- Eine deutsche Fassung des im Film spanischen Liedes Drei Caballeros gibt es auf einem der „Sing mit uns“-Videos.
- Bis heute ist nur in Mexiko einmal ein Soundtrackalbum zum Film erschienen.
- Von allen Package Movies ist „Drei Caballeros“ der Film, auf den in anderen Disney-Produktionen am meisten angespielt wird. Vor allem in Mickys Clubhaus sieht man die drei Caballeros sehr häufig.
- Aufgrund seiner südamerikanischen Auftritte in Don Donald, Drei Caballeros im Sambafieber, Musik, Tanz und Rhythmus und eben Drei Caballeros entschied man sich dazu, Donald Duck den Part des Vertreters von Lateinamerika bei der Imaginations Parade im Disneyland Resort Paris spielen zu lassen.
- 2018 erschien mit der Zeichentrickserie Die Legende der Drei Caballeros ein Ableger des Films.
- Auf Disney+ ist der Film unter dem Titel Die drei Caballeros – Donald im Samba-Rhythmus veröffentlicht worden.

## Kritiken
„The Three Caballeros ist der neben Fantasia (1940) wohl originellste lange Disney-Film. (…) Die Farben sind extrem bunt, und die grandiosen optischen Einfälle überschlagen sich förmlich. Das Aufregendste aber ist die meisterhafte Kombination von Real- und Trickaufnahmen, also von menschlichen Darstellern und gezeichneten Figuren. Die ganz eigenartige Mischung von Lateinamerika-Romantik und Cartoon-Witz kulminiert hier in einigen Sequenzen, die an Irrwitz ihresgleichen in der Filmgeschichte suchen: etwa wenn Donald immer wieder vergeblich versucht, eine Sängerin zu küssen, oder wenn er mit den Mädchen am Strand von Acapulco Blindekuh spielt.“

„Bunt bewegt und sehr einfallsreich, im ganzen jedoch zu ungebunden, um das Interesse lange wachzuhalten.“